# Daihatsu Copen
Daihatsu Copen – kei car produkowany przez japońską firmę Daihatsu w latach 2002-2010. Dostępny jako 2-drzwiowy kabriolet. Do napędu użyto turbodoładowanego silnika R4 o pojemności 0,7 litra bądź wolnossącego o pojemności 1,3 litra. Moc przenoszona była na oś przednią poprzez 5-biegową manualną skrzynię biegów.
w czerwcu 2014 roku Japończycy zaprezentowali II generację Daihatsu Copen. Auto mierzy 3395 mm długości, 1475 mm szerokości i 1280 mm. By zapewnić nabywcom możliwość personalizacji panele nadwozia (z wyjątkiem drzwi i dachu) wymieniać można we własnym zakresie. Nadwozie zbudowano w oparciu o ramę pomocniczą, dzięki czemu jest aż trzy razy sztywniejsze niż w poprzedniku.
Auto napędzane jest benzynowym silnikiem o trzech cylindrach (z dwunastozaworową głowicą) i mocy 64 KM - napęd przenoszony jest na przednią oś.

## Dane techniczne

### Silnik
- R4 0,7 l (659 cm³), 4 zawory na cylinder, DOHC, turbo
- Układ zasilania: wtrysk EFi
- Średnica × skok tłoka: 61,00 mm × 56,40 mm
- Stopień sprężania: 8,2:1
- Moc maksymalna: 68 KM (50 kW) przy 6000 obr./min
- Maksymalny moment obrotowy: 100 N•m przy 3200 obr./min

### Osiągi
- Przyspieszenie 0-100 km/h: 11,7 s
- Prędkość maksymalna: 171 km/h
- Średnie zużycie paliwa: 6,4 l / 100 km